# Ga Dokbawi
Ga Dokbawi là ga đường sắt trên Tuyến 6 của Tàu điện ngầm Seoul. Nhà ga này là một phần của đường một chiều Tuyến 6 được biết đến như vòng lặp Eungam. Nó nằm trong khu vực có mật độ dân số tương đối thấp, và chỉ có một lối thoát.

## Bố trí ga
| Yeonsinnae ↑ |
| \|           |
| Bulgwang ↑   |

| Vòng tròn | ● Tuyến 6 | Hướng đi Gusan · Eungam · Digital Media City · Công viên Hyochang · Sinnae → |

## Lối thoát
- Lối thoát 1: Trường tiểu học Yeoncheon